# Steel Prophet
Steel Prophet ist eine US-amerikanische Power-Metal-Band aus Middletown, Connecticut, die im Jahr 1983 gegründet wurde.

## Geschichte
Die Band wurde im Jahr 1983 von Gitarrist Steve Kachinsky Blakmoor, Sänger Gary Stocking, Bassist Wayne Faircloth und Schlagzeuger Harry Blackwell, Sohn von Jazz-Schlagzeuger Ed Blackwell, gegründet. Blackwell verließ die Band etwas später und wurde durch John „J.T.“ Tarascio ersetzt. Stocking musste aufgrund seines starken Alkoholkonsums ebenfalls die Band verlassen. Blakmoor und Tarascio zogen im Jahr 1988 nach Kalifornien, wobei Vince Dennis als neuer Bassist und Scott Lindsenbardt als neuer Sänger, sowie Domenic Chavira als zweiter Gitarrist zur Band kamen. Lindsenbardt verließ auch bald wieder die Band und wurde durch Nick Mantis ersetzt, welcher wiederum aufgrund von Drogenproblemen durch Rick Mythiasin ersetzt wurde. Mythiasin war bereits vorher bei Pantera tätig. An Chaviras stelle kam Gitarrist Jon Paget. Danach begab sich die Band ins Studio, um ein Demo aufzunehmen. Von 1990 bis 1992 folgten Auftritte in der Umgebung von Los Angeles. Danach wurde Paget durch Horacio Colmenares ersetzt. Daraufhin veröffentlichte die Band ihr Debütalbum The Goddess Principle im Jahr 1995. Nachdem im Jahr 1996 die EP Continuum veröffentlicht worden war, verließen Tarascio und Colmenares die Band. Pete Parada kam als neuer Schlagzeuger und John Pons als neuer Gitarrist zur Band. Into the Void (Hallucinogenic Conception) erschien 1997 als nächstes Album, wonach Steel Prophet einen Vertrag bei Nuclear Blast erreichte. Dark Hallucinations erschien im Jahr 1999 bei diesem Label. Danach folgte eine Tour durch Europa. Bevor im Jahr 2000 das nächste Album namens Messiah erschien, verließ Parada die Band und wurde vorerst durch Schlagzeuger Kevin Cafferty ersetzt. Karl Rosqvist ersetzte diesen wiederum kurz darauf. Nach der Veröffentlichung des Albums verließ Gitarrist Pons die Band und wurde durch Jim Williams ersetzt. In den Folgejahren erschienen mit Book of the Dead (2001), Unseen (2002) und Beware (2004) drei weitere Alben.

## Stil
Die Band spielt klassischen, US-amerikanischen Power Metal, der mit der Musik von Gruppen wie Agent Steel oder Onward vergleichbar ist.

## Diskografie
EPs/Demos
- Steel Prophet (Demo, 1986, Eigenveröffentlichung)
- Visions of Force (Demo, 1988, Eigenveröffentlichung)
- Inner Ascendance (Demo, 1989, Eigenveröffentlichung)
- Continuum (EP, 1996, Brainstorm Division)
- Promo CD 03 (Demo, 2003, Eigenveröffentlichung)

Alben
- The Goddess Principle (Album, 1995, Brainstorm Division)
- Into the Void (Hallucinogenic Conception) (Album, 1997, Brainstorm Division)
- Dark Hallucinations (Album, 1999, Nuclear Blast)
- Messiah (Album, 2000, Nuclear Blast)
- Book of the Dead (Album, 2001, Nuclear Blast)
- Unseen (Album, 2002, Nuclear Blast)
- Beware (Album, 2004, Massacre Records)
- Omniscient (Album, 2014, Cruz Del Sur Music Srl (Soulfood))
- The God Machine (Album, 2019, Rock Of Angels Records (Soulfood))

Kompilations
- Genesis (Kompilation, 2000, Nuclear Blast)
- Eyes of the Prophet (Visions Past) (Kompilation, 2004, Helion Records)
- Shallows of Forever (Kompilation, 2008, Steel Legacy Records)